# Inharmonicité du piano
 (juillet 2011).
Si vous disposez d'ouvrages ou d'articles de référence ou si vous connaissez des sites web de qualité traitant du thème abordé ici, merci de compléter l'article en donnant les références utiles à sa vérifiabilité et en les liant à la section « Notes et références ».
 (juillet 2011).
- Si vous ne connaissez pas le sujet, laissez ce bandeau (vous pouvez alors contacter les auteurs).
- Si vous supprimez le contenu mis en cause (vous pouvez préalablement contacter les auteurs),

argumentez précisément cette suppression dans la page de discussion
(un manque de référence n'est pas un argument ; une recherche réelle de référence doit avoir été effectuée, être formellement documentée).

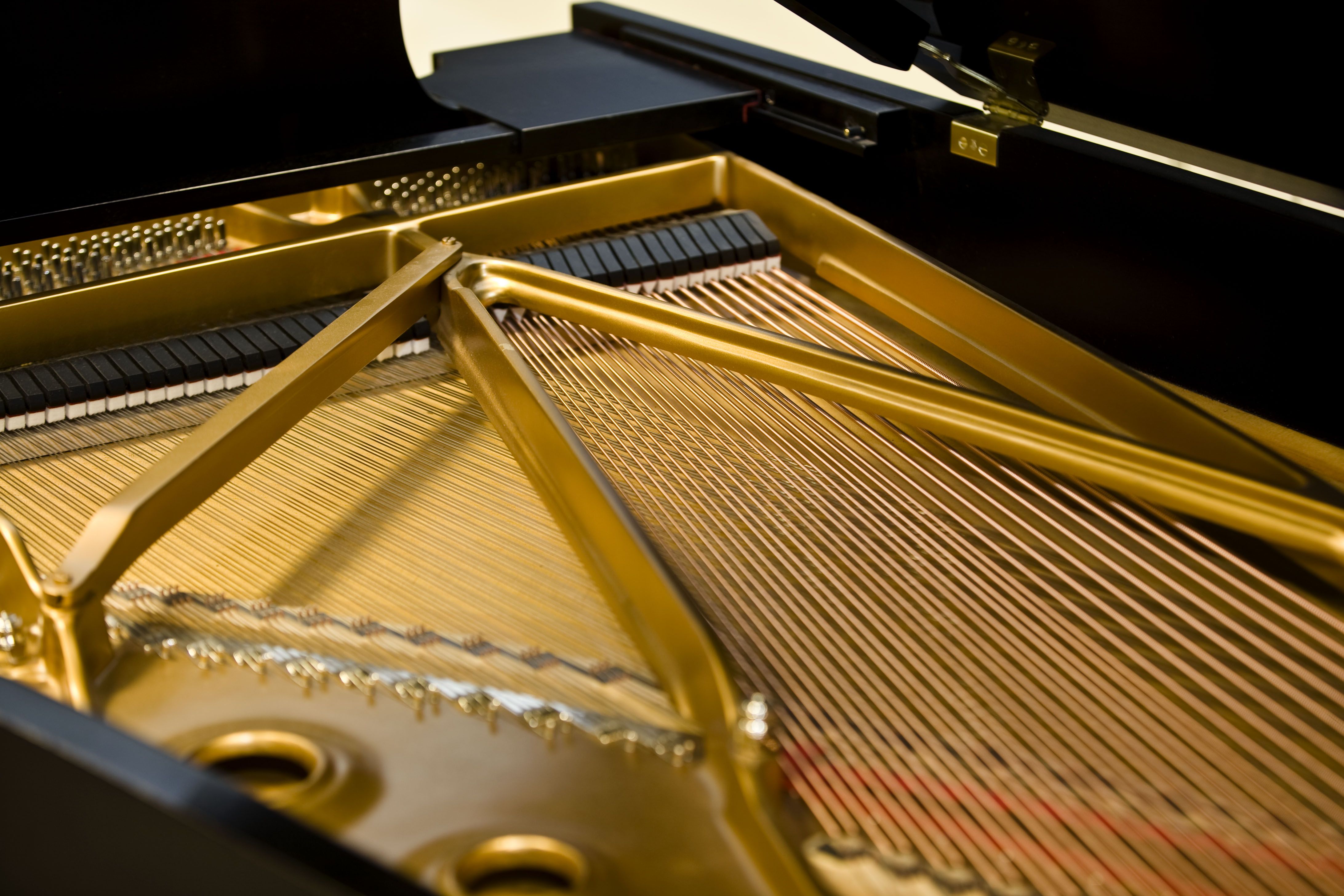
Les cordes d'un Grand Piano Steinway.

Les cordes de piano sont des cordes filées dans le grave et des fils d'acier de diamètre relativement important dans le médium et dans l'aigu. Ces fils d'acier, du fait de leur raideur, ont une inharmonicité d'autant plus grande que la corde est plus courte (leur partiel no 2 est à une fréquence un peu plus grande que deux fois leur fondamentale). 
Lorsque l'accordeur de piano reporte la partition qu'il vient de réaliser sur l'octave initiale en l'étendant à tout le clavier au moyen d'octaves sans battements, les octaves ont un rapport de fréquence supérieur au rapport 2/1, dans l'aigu d'une part (où les cordes sont de trop gros diamètre par rapport à leur longueur) et dans l'extrême grave d'autre part (où les cordes filées, bien que plus souples que des cordes monofilaments, ne sont pas assez longues par rapport à ce qu'il faudrait pour doubler leur longueur à chaque descente d'octave). 
On examine ici le rôle de l'inharmonicité dans l'accordage du piano (les calculs de physique sont donnés en annexe) et les problèmes de justesse que l'on rencontre quand d'autres instruments jouent avec un piano (en musique de chambre ou en orchestre).

## Terminologie utilisée
Des terminologies différentes sont utilisées pour désigner les mêmes choses et que, à l'inverse, le même terme est utilisé pour désigner des choses différentes. Dans ce qui suit, la terminologie employée sera la suivante :
- pure ou pur sera réservé aux intervalles fondés sur des rapports harmoniques (octave pure pour un rapport de fréquence de 2, quinte pure pour un rapport de fréquences de 3/2, tierce majeure pure pour un rapport de fréquences de 5/4).
- sans battement  sera réservé aux intervalles résultant de l'accord de cordes réelles, compte tenu de leur inharmonicité (octave sans battement pour l'accord décrit plus haut).
- juste sera réservé aux problèmes de justesse musicale (problèmes à résoudre afin qu'un ou plusieurs musiciens, dans un contexte donné, jouent juste).

## Raideur d'une corde de piano

### Corde abstraite (raideur nulle)
La fréquence des modes vibratoires donnée par la formule classique des cordes vibrantes n'est valable que pour une corde abstraite dont la raideur serait nulle :
{\displaystyle f_{n}=n{\frac {1}{2L}}{\sqrt {\frac {T}{\mu }}}} où {\displaystyle L} est la longueur de la corde, {\displaystyle T} sa tension et {\displaystyle \mu } sa masse par unité de longueur.
Posé sur une table, un morceau d'une telle corde, parfaitement souple, accepterait de prendre n'importe quelle forme et de la garder, ce qui n'est pas le cas avec les cordes réelles.

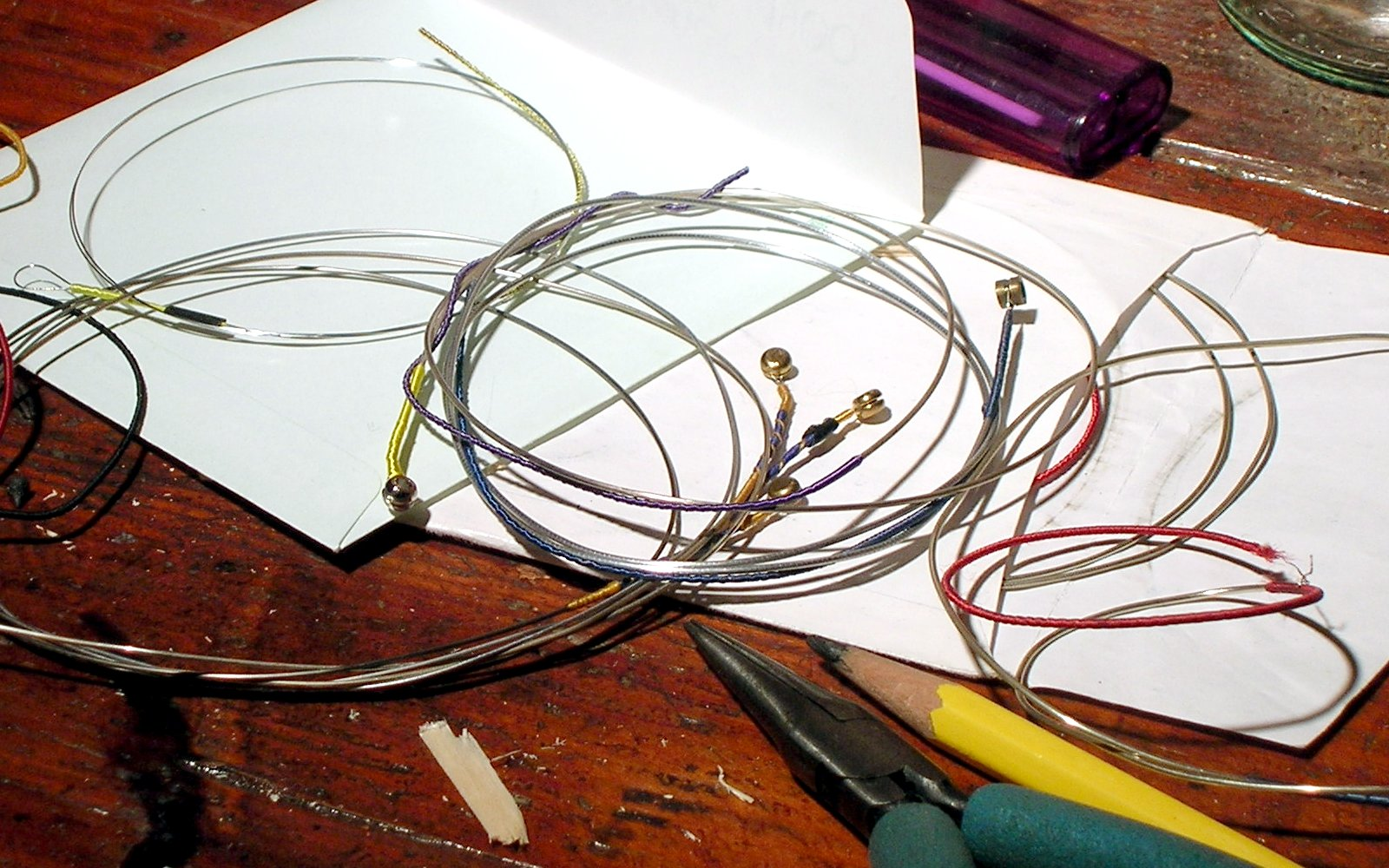
Des cordes

La formule ci-dessus décrit l'effet d'une masse (inertie) soumise à une force de rappel (quand la corde est sous tension). Les modes sont harmoniques (fréquences multiples d'un même fondamental {\displaystyle n=1}).

### Corde réelle (raideur non nulle)
Posé sur une table, un morceau de fil d'acier utilisé pour corder l'aigu du piano accepte de se plier mais, si on le lâche, il reprend tout seul sa forme rectiligne. Quand cette corde est sous tension, à la force de rappel due à la tension s'ajoute une autre force de rappel, due à la raideur. La fréquence des modes vibratoires s'en trouve donc augmentée :
{\displaystyle f_{n}=n{\sqrt {1+Bn^{2}}}{\frac {1}{2L}}{\sqrt {\frac {T}{\mu }}}} avec {\displaystyle B={\frac {\pi ^{3}Ed^{4}}{64TL^{2}}}} où {\displaystyle d} est le diamètre de la corde, {\displaystyle E} son module d'Young et {\displaystyle Bn^{2}\ll 1} est le terme correctif de raideur.
Les modes ne sont plus harmoniques : on parle de partiels et non plus d'harmoniques. Le partiel no 2 est à plus de 2 fois la fréquence du partiel no 1 (le fondamental de cette corde). 
L'inharmonicité produit une dilatation de l'octave et un écart à l'harmonicité donnés par :
- rapport d'octave dilatée : {\displaystyle {\frac {f_{2}}{f_{1}}}\approx 2(1+1,5B)},
- écart à l'harmonicité : {\displaystyle {\frac {f_{2}-2f_{1}}{2f_{1}}}\approx 1,5B\ll 1}.

Cet écart à l'harmonicité est un rapport de fréquences, une petite correction qui peut s'exprimer en % (il suffit de la multiplier par 100), ou bien en cents, centième de demi-ton, comme sur les accordeurs électroniques (en utilisant la seconde formule ci-dessous, voir annexe) :
- {\displaystyle \Delta _{raideur}=1,5B\times 100=150B}
- {\displaystyle \Delta _{partiels}=1200{\frac {\log(1+1,5B)}{\log 2}}}

L'écart à l'harmonicité dépend du facteur numérique {\displaystyle B} (très petit devant 1), qui, sur un piano, varie d'une corde à l'autre. Il augmente si la corde est plus courte, il augmente si la corde a un plus gros diamètre, il diminue si la corde est plus fortement tendue. Il devient important dans l'aigu, où les cordes sont très courtes par rapport à leur diamètre, donc très raides.
Contrairement à ce qu'on peut lire dans certains ouvrages[Lesquels ?][réf. nécessaire], ce n'est pas l'extrémité de la corde qui est le facteur principal dans la raideur, mais la corde elle-même, sur toute sa longueur : les fuseaux, d'autant plus nombreux que le rang du partiel est plus élevé, apportent leur force de rappel et l'effet d'augmentation de fréquence est d'autant plus grand que le nombre de fuseaux est plus élevé. Une autre erreur souvent rencontrée est que la raideur augmenterait d'autant que la corde serait plus tendue. L'examen de {\displaystyle B} montre que l'effet de raideur est, au contraire, d'autant plus faible que la corde est plus tendue.
Ces formules ne sont pas du tout valables pour les cordes filées. Le fait de bobiner un fil (fil de trait) autour d'une corde (âme) permet d'obtenir une corde qui a une masse élevée par unité de longueur (ce qui permet d'atteindre des basses fréquences) sans pour autant augmenter la raideur comme ce serait le cas pour un monofilament de même masse par unité de longueur. Malgré l'utilisation de ces cordes filées, moins raides donc moins inharmoniques que les cordes monofilament, l'inharmonicité des dernières cordes du grave devient très importante, en raison de leur longueur insuffisante (on ne peut pas doubler la longueur chaque fois que l'on descend d'une octave).

### Dilatation des octaves sur un piano
Lorsque l'accordeur de piano reporte sa partition de l'octave initiale, il le fait en écoutant les battements du partiel no 2 de la note à reporter avec le partiel no 1 (le fondamental) de la note à accorder à l'octave. Lorsque les battements sont stoppés, l'octave ainsi réalisée se trouve plus grande que le rapport 2/1, on dit qu'elle est dilatée de l'écart à l'harmonicité ci-dessus défini.

## Plan de cordes d'un piano de concert
La qualité d'un piano de concert tient à la réussite d'un grand nombre de points de facture qui conditionnent la qualité du son et la précision du mécanisme, dont dépend le toucher. Parmi tous ces points, le plan de cordes joue un rôle important, qui sera décisif au moment de l'accord du piano. Le plan de cordes définit leur longueur, leur diamètre, leur tension et leur facture. La facture (technologie de fabrication) est importante pour les cordes filées, elle se résume à la métallurgie pour les cordes monofilaments. 

### Réussite d'un plan de cordes
La réussite d'un plan de cordes tient, pour beaucoup, à la régularité de la progression de l'inharmonicité d'une corde à la suivante. En effet, toute rupture dans la régularité de cette progression se traduira inévitablement par un écart notable de couleur entre deux notes consécutives, défaut très vite repéré par les musiciens, qui rendrait l'instrument inacceptable. Le problème est examiné en détail dans le livre de Jean Lattard (2003). 
La réussite est d'autant plus difficile qu'il faut passer des cordes filées, nécessaires dans le grave aux cordes monofilaments, passer d'une corde à deux, puis à trois. Il faut, de plus, franchir des barres du cadre, qui imposent des variations de longueur, sans que cela s'entende. 
Il faut enfin régler le volume sonore des différentes tessitures en jouant sur des ajustements de la tension : si la tension reste toujours comprise entre 60 et 75 kg pour chaque corde, les diamètres sont ajustés de sorte que la tension soit plus grande dans certaines tessitures et moins grande dans d'autres (voir Jean Lattard p. 231). Un piano de concert tel que le Steinway étudié par Jean Lattard (piano de 1890, restauré en 1991) utilise pour ses cordes monofilament 10 diamètres finement échelonnés (de 1,025 à 0,800 mm).

### Progression de l'inharmonicité et de la dilatation des octaves
Une fois le piano soigneusement accordé, la fréquence de chaque note, précisément mesurée, donnée par Jean Lattard (dans deux tableaux p. 233 et 234), peut  être comparée à la fréquence qu'aurait la même note dans le tempérament égal avec le la à 440 Hz. 

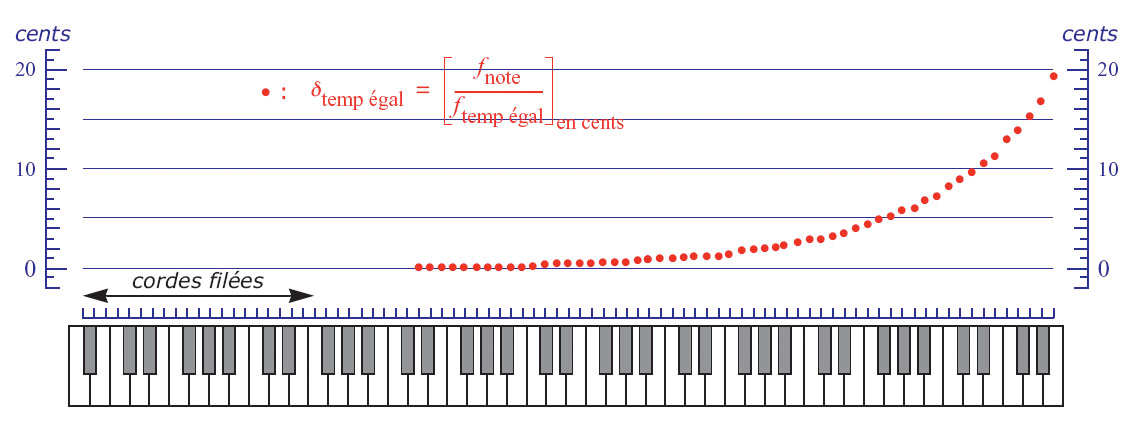
Relevé d'accord d'un piano Steinway : pour chaque note de la partie supérieure du plan des cordes, écart de la fréquence mesurée à la fréquence qu'elle aurait au tempérament égal (la : 440 Hz).

On constate que le piano n'est pas du tout accordé au tempérament égal, contrairement à ce que l'on dit souvent, du moins au tempérament égal au sens d'un accordeur électronique (avec des octaves au rapport 2/1). Dans la partie supérieure du plan des cordes, l'écart au tempérament égal est d'autant plus important qu'on monte plus haut dans l'aigu du piano. Dans le registre bas médium et médium, les cordes ont très peu de raideur, les partiels sont pratiquement harmoniques, il ne faut pas dilater les octaves. Dans l'aigu, à partir de 1 000 Hz, on sait qu'un son pauvre en harmoniques sonne trop bas (voir : Échelle de Mel) : remonter les fréquences de l'aigu du piano n'est pas, pour cette raison, psychoacoustiquement gênant. Un piano qui serait accordé au tempérament égal sonnerait faux, particulièrement dans l'aigu.

Pour les graves (partie inférieure du plan des cordes), Daniel Magne écrit : 
« Enfin, il importe, pour les graves, de s'attacher principalement à l'exactitude parfaite des unissons en octaves, afin d'obtenir le ronflement cumulé des fréquences parfaitement ajustées qui donnent à l'instrument la profondeur et l'amplitude de ce registre. »
L'accordeur de piano tient compte, lorsqu'il écoute les battements, du fait que le partiel deux de chaque corde est plus haut que deux fois le fondamental de cette corde, ce qui conduit à dilater les octaves quand il reporte la partition initiale. Ceci apparaît d'une façon nette lorsque l'on compare l'intervalle du partiel deux au partiel un d'une corde avec l'intervalle de cette note à la note correspondante de l'octave immédiatement supérieure.

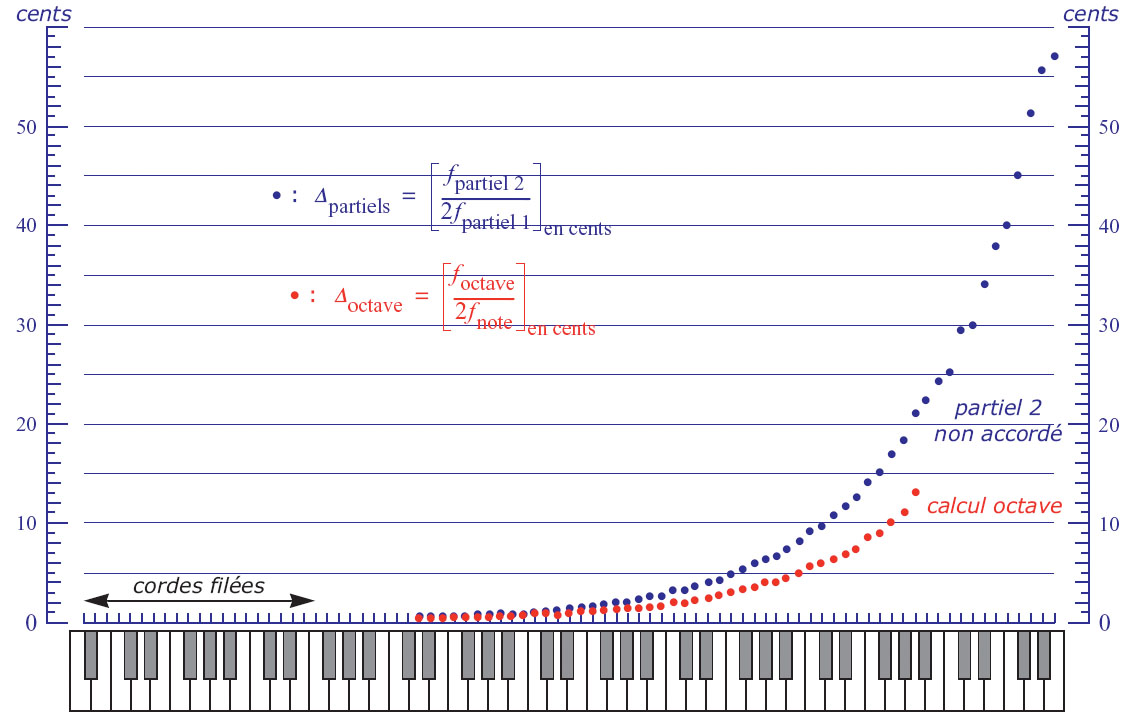
Inharmonicité calculée pour toute la partie supérieure du plan des cordes d'un piano Steinway. En bleu : rapport calculé des fréquences du partiel 2 au partiel 1 pour chaque corde (inharmonicité). En rouge : calcul de l'intervalle d'octave des notes, à partir des fréquences mesurées pour toutes les notes sur le piano accordé.

### Remarques sur l'accord
Alors que la ressemblance entre les courbes en rouge et en bleu de la figure ci-dessus est patente, il convient de remarquer que ces deux courbes concernent des domaines a priori très différents. La courbe en bleu concerne la couleur sonore de chaque note (rapport de fréquence de deux partiels) alors que la courbe en rouge concerne l'accord du piano (justesse des octaves au clavier). Cette ressemblance traduit le fait que, pour que le piano sonne bien, il faut qu'il soit accordé en tenant compte de la couleur sonore de chaque corde, qui varie d'une corde à l'autre et d'un piano à l'autre. 
Ceci va à l'encontre de l'idée qu'on pourrait plaquer une échelle universelle de hauteurs, qui serait la même pour tous les pianos, telle le Tempérament égal à quintes justes promu par Serge Cordier[citation nécessaire]. Dans une telle échelle, la dilatation des octaves, censée être la même sur toute l'étendue du clavier, serait trop petite dans l'aigu et trop grande dans le médium et le bas médium (voir mesures du Ré2 au La6). De plus, cette échelle ne pourrait être réalisée qu'à l'accordeur électronique : en effet, une quinte accordée sans battements n'est aucunement une quinte pure, puisque les battements concernent le partiel 3 d'une note de la quinte et le partiel 2 de l'autre note, partiels tous deux affectés par l'inharmonicité des cordes. Un piano accordé par quintes sans battements n'est donc aucunement accordé suivant l'échelle universelle du tempérament égal à quintes pures[réf. souhaitée] : les quintes y sont d'autant plus dilatées que les cordes sont plus inharmoniques, elles sont d'autant moins pures que l'on va davantage dans l'aigu.
L'oreille, de la même façon qu'elle reconstitue la fondamentale d'une note basse de piano à partir des harmoniques audibles (la table d'harmonie est trop petite pour résonner au niveau du premier ou des deux premiers partiels), doit certainement entendre l'addition de tous les partiels plus la fondamentale comme un tout, produisant alors un son perçu comme ayant une certaine hauteur.
L'accordeur qui n'écoute la justesse que par rapport à des battements de partiels ne cherche pas à obtenir la résonance naturelle du piano. Celui qui se base sur le timbre de l'instrument et l'acoustique de la pièce déterminera (empiriquement) un type d'étirement de l'accord adapté au lieu, mais aussi éventuellement à la musique jouée, aux autres instruments, etc.
Chaque piano a sa justesse propre, sur laquelle l'accordeur plaque sa façon d'appréhender la justesse avec plus ou moins de respect des résonances intrinsèques et naturelles de celui-ci.

## Institutions en France
En France, le ministère de l'Éducation nationale délivre un diplôme : le Certificat d'aptitude professionnelle (CAP) d'accordeur de piano. Les principales écoles en France sont l'Itemm, créé en 1992 au Mans, à la suite d'une délibération du Parlement européen, et l'ERDV de Loos, où fut créé le CAP en 1977. Les accordeurs sont regroupés au sein de Europiano France (anciennement l'AFARP).

## Problèmes de justesse avec d'autres instruments

### Avec le clavecin
Le clavecin a des cordes très fines, souples relativement à leur longueur, pour lesquelles B est très petit, y compris dans l'aigu. Les octaves ne sont pas dilatées. Le timbre comprenant un très grand nombre de partiels, y compris dans l'aigu, il n'existe pas non plus de raison psychoacoustique, comme pour les sons pauvres en harmoniques, de dilater les octaves dans l'aigu. Il n'y a donc aucune impossibilité, contrairement au piano, d'accorder un clavecin au tempérament égal si on souhaite vraiment le faire. Comme il est impossible d'accorder un piano au tempérament égal (voir ci-dessus), il est tout à fait impossible de faire jouer ensemble [réf. nécessaire] un clavecin et un piano moderne. Le piano-forte de Mozart a, par contre, des cordes fines comme le clavecin (voir : Inégalités dans la musique baroque). On peut donc faire jouer ensemble un piano-forte et un clavecin tous deux de l'époque de Mozart.

### Flûteet piano,hautboiset piano
Le son de la flûte comporte très peu d'harmoniques. Dans la tessiture de 1 000 Hz à 2 000 Hz et au-dessus, on sait que l'oreille trouve que les sons pauvres en harmoniques sonnent trop bas (voir : Échelle de Mel). Un flûtiste, lorsqu'il joue seul, jouera la troisième octave plus haute. S'il joue avec un piano, il fera de même, ce qui ne lui posera aucun problème. S'il joue avec un clavecin, il baissera un peu la troisième octave pour se caler sur le clavecin, ce que tout flûtiste jouant juste sait faire (voir également l'article : Justesse des tierces). Si la viole de gambe se joint au clavecin pour accompagner la flûte (en jouant la basse continue), le violiste prendra le temps de régler le tempérament de sa viole sur celui du clavecin : les frettes des violes sont nouées autour du manche de façon à pouvoir glisser sur celui-ci, ce qui permet de jouer dans n'importe quel tempérament inégal de l'époque baroque.   
Un hautboïste jouant seul ne dilate pas les octaves dans l'aigu. S'il joue avec un piano, il montera un peu l'aigu pour se caler sur le piano, ce que tout hautboïste jouant juste sait faire.

### Orchestre
Un violoniste accorde son violon en quintes pures. Mais la musique qui se limite aux quatre cordes à vide étant plutôt rare, ce n'est pas pour autant qu'il joue dans un tempérament à quintes pures. Un violon accordé comme d'habitude[pas clair] permet de jouer dans n'importe quel tempérament et le violoniste n'aura pas de difficulté à se caler sur le piano, pas plus que sur le clavecin dans un tempérament inégal. 
Il en est de même pour l'alto, le violoncelle et la contrebasse.

## Annexe: exposé des calculs d'inharmonicité
À partir de la formule ci-dessus donnant les fréquences des partiels avec la correction d'inharmonicité, on utilise les approximations classiques concernant les petites corrections.
En posant {\displaystyle f_{0}={\frac {1}{2L}}{\sqrt {\frac {T}{\mu }}}} la valeur approchée des fréquences est {\displaystyle f_{n}\approx n(1+0,5Bn^{2})f_{0}}.
On en déduit une expression approchée de la fréquence du fondamental, de son octave et du partiel no 2 :
- {\displaystyle f_{1}\approx (1+0,5B)f_{0}} (fondamental no 1),
- {\displaystyle 2f_{1}\approx 2(1+0,5B)f_{0}} (octave du no 1),
- {\displaystyle f_{2}\approx 2(1+2B)f_{0}} (partiel no 2).

Le rapport d'octave prend une forme simple en utilisant ces approximations, il est légèrement supérieur à 2 :
{\displaystyle {\frac {f_{2}}{f_{1}}}\approx {\frac {2(1+2B)}{1+0,5B}}\approx 2(1+(2-0,5)B)=2(1+1,5B)}
L'écart à l'harmonicité se déduit immédiatement de la formule précédente :
{\displaystyle {\frac {f_{2}-2f_{1}}{2f_{1}}}=2(1+1,5B)={\frac {f_{2}}{2f_{1}}}-1\approx (1+1,5B)-1=1,5B}
Cet écart est une petite correction que l'on peut exprimer en % en la multipliant par 100. Pour l'écrire en cents, on utilise la formule ci-dessous (une correction de 100 % de la fréquence la multiplie par 2, ce qui représente 12 demi-tons de cent cents, soit 1 200 cents) :
{\displaystyle 1+{\frac {\Delta _{raideur}}{100}}=2^{\frac {\Delta _{partiels}}{12\times 100}}}
La formule des fréquences des modes avec correction d'inharmonicité se démontre à partir des principes premiers. Le calcul fait appel à la théorie de l'élasticité et aux équations aux dérivées partielles pour décrire le comportement dynamique